# Pino Donaggio
Giuseppe "Pino" Donaggio (Venetië, 24 oktober 1941) is een Italiaanse componist. Hij schreef de filmmuziek voor veel bekende filmregisseurs, zoals Brian De Palma, Nicolas Roeg, Roberto Benigni, Don Mancini, Terence Hill, Tinto Brass, Lucio Fulci, Monte Hellman, Ruggero Deodato, Michael Winner, Michele Soavi, George A. Romero, Joe Dante en Dario Argento. In 2007 gebruikte Quentin Tarantino Donaggio's filmmuziek voor Blow Out in zijn film Death Proof.
Donaggio speelde vanaf zijn tiende viool en debuteerde reeds op zijn veertiende als solist op de Italiaanse radio (met een concert van Vivaldi).
In de zomer van 1959 eindigde Donaggio's carrière in de klassieke muziek toen hij als zanger naast Paul Anka debuteerde. Hij begon daarna zijn eigen songs te schrijven en werd een van Italiës meest succesvolle zangers/componisten. In 1963 scoorde hij zijn grootste hit  "Io Che Non Vivo"  dat wereldwijd 80 miljoen keer over de toonbank ging. Het nummer werd in het Engels gecoverd als "You Don't Have to Say You Love Me" door onder meer Elvis Presley en Dusty Springfield.
Tegenwoordig is Donaggio vooral bekend als filmcomponist. Zijn eerste film was Don't Look Now, de cultklassieker van Nicolas Roeg. Sindsdien heeft hij voor veel films de filmmuziek verzorgd. Beroemd is zijn samenwerking met regisseur Brian De Palma, met wie hij Carrie (1976), Home Movies (1979), Dressed to Kill (1980), Blow Out (1981), Body Double (1984),  en Raising Cain (1992) maakte. In 2008 componeerde hij de muziek voor de Nederlandse speelfilm Oorlogswinter van Martin Koolhoven naar het gelijknamige boek van Jan Terlouw.